# Ага Мохаммед Шах Каджар
Ага́ Мохамме́д шах Каджа́р, Ага́ Мухамме́д хан Каджа́р (перс. آقامحمدخان قاجار‎, Âqâ Mohammad Šâh Qâjâr; азерб. Ağa Məhəmməd şah Qacar; 1741—1797) — шах Ирана с 1796 года, основатель династии Каджаров.

## Биография
Ага Мухаммед был сыном предводителя туркменского племени каджаров. О своём происхождении Ага Мухаммед Каджар говорил следующее:
«Мир весь происходит от Адама и Евы, и если роду туранских государей прилично хвастаться славою и свойственно гордиться величием, то ведь и наша ветвь от того-же самого корня: род Каджар-Нойона не ниже Манкыта, — племя наше славное и достойное даже выше Салдуса, Джелаира и Узбека. Следует воздать хвалу Господу мирохранителю, что владения Турана и Ирана, Византии и России, Чина и Мачина, Хатая, Хотана и Индостана он даровал великим домам тюркским».
Его отец Мухаммед Хасан-хан некоторое время был придворным Адил-шаха, племянника Надир-шаха, но вскоре попал в опалу и был вынужден бежать, тогда как шестилетний Ага-Мухаммед был по приказу шаха оскоплён. Физическое увечье, служившее к тому же предметом насмешек окружающих (его за глаза прозвали «Ахта-хан», то есть Скопец-хан), нанесло жестокую психологическую травму и, вероятно, объясняет многие черты его характера, злобного и безжалостного. Согласно источникам каджарской эпохи, у Мухаммед Хасан-xана было девять сыновей и две дочери. В ходе битв с Керим-ханом отец шаха Мухаммед Хасан-хан контролировал провинции Мазендаран и Астрабад. Здесь он пытался укрепить альянсы с различными племенными и местными вожаками. Эти альянсы нашли отражение в заключённых каджарским вождём браках. Матерью Ага Мухаммед-хана и Хусейнгулу-хана была сестра хана из клана Гованлы, Мухаммед-хана (Хусейнгулу-хан был отцом Баба-хана, позднее известного как Фатали шах). Мухаммед-хан также приходился отцом Сулейман-xану Каджару, который позднее командовал армией Ага Мухаммеда. Третий и четвертый сыновья Мухаммед-Хасан-xана, Муртазагулу-хан и Мустафагулу-хан, были сыновьями племянницы Хасан-хана Девели. Этот брак был попыткой со стороны Мухаммед Хасан-xана положить конец конфликту между соперничавшими кланами племени каджар. Пятый сын, Джафаргулу-хан, родился в браке Мухаммед Хасан-xана с дочерью Мухаммед-хана Каджара из каджарского клана Иззединли. Матерью шестого и седьмого сыновей, Мехдигулу-хана и Аббасгулу-хана, была женщина из Астрабада. Мать восьмого сына, Рзагулу-хана, была родом из землевладельческой знати провинции Астрабад, а мать девятого сына, Алигулу-хана — из землевладельческой знати окрестностей Исфахана. Мухаммед Хасан-хан был также женат на сестре Хаджи Джамала, губернатора соседней провинции Гилян. Старший сын, Ага Мухаммед-хан, бежал к йомутам — одному из туркменских племён и старым союзникам Мухаммед Хасан-xана. Тем не менее, два года спустя Ага Мухаммед был взят в плен зендской армией вместе с остальными братьями. Именно Керим-хан принял решение, как поступить с каждым из братьев. Двоих из них, а именно, Муртазагулу-хана и Мустафагулу-хана, разместили в Астрабаде, поскольку их мать была сестрой Хусейн-хана, являвшегося тогда астрабадским бейлербеем. Один из девяти сыновей, Аббасгулу-хан, к тому времени уже скончался в раннем возрасте в Тегеране, и из оставшихся шестерых Ага Мухаммед был отослан в Шираз, а остальные пятеро — в Казвин.
После убийства Надир-шаха в 1747 году в государстве воцарился хаос. Афганцы провозгласили независимость в Кандагаре, саму Персию раздирали распри из-за престолонаследия, страна оказалась на грани распада. Потомки Надир-шаха удерживали Хорасан. Беспорядки прекратились лишь с восхождением на престол Карим-хана, принадлежавшего к иранскому племени Зенд. После оскопления Ага-Мухаммед жил в Туркменской степи у своего отца, ставшего правителем Мазендерана и Гиляна, и принимал участие в его походах против Зендов. Однако в 1760 году Мухаммед-Хасан-хан потерпел поражение и был обезглавлен Карим-ханом Зендом, а в 1762 году молодой Ага-Мухаммед с братьями был отправлен заложником к Карим-хану в Шираз. Карим-хан обращался с ним хорошо и даже женился на одной из его родственниц.

### Борьба за власть
После смерти Карим-хана в 1779 году Ага-Мухаммед бежал из Шираза, стал главой каджаров, подчинил себе Мазендеран и Гилян и выступил против Зендов. Ведя борьбу за власть, Ага-Мохаммад-хан мог опираться прежде всего на каджаров и на ханов некоторых тюркских племён. Он умело использовал недовольство ханов многих мелких племён вероломством Зендов, которые убивали ханов, бросали в тюрьмы, ослепляли, подозревая их в предательстве, и тем самым лишали себя их поддержки. Например, по приказу Джафар-хана был брошен в тюрьму талантливый предводитель Зендского войска хаджи Али-Кули-хан Казеруни, успешно подавивший несколько антизендских восстаний. А Ага-Мохаммед стал практиковать раздачу своим союзникам захваченных владений своих противников, назначал своих сторонников на различные должности, подтверждал старые жалованные грамоты на владения. Предпочтение при назначениях отдавалось всё же каджарам. Они получали лучшие земли, богатые провинции и округа в управление, главные должности при создаваемом тегеранском дворе.
В 1784 году Ага Мухаммед хан столкнулся с самым большим вызовом в своей карьере на тот момент. Минуло 5 лет после его побега из Шираза, и за это время он сделал многое для того, чтобы положить конец распрям, которые до этого момента были помехой амбициям Каджаров. Он не только утвердил свою власть среди своих соплеменников, но и добился контроля как над южными, так и над северными склонами Эльбурса, за исключением окрестностей Тегерана. Нельзя было пренебрегать его угрозой контролю Зендов над плато. Али Мурад шах Зенд, в отместку за нападение Каджаров на Тегеран за год до этого, послал в Мазендаран большую армию под командованием своего сына Шейха Вейс хана. Знать Мазендарана поспешила выразить покорность, в то время как Ага Мухаммед хан, покинутый всеми, кроме горсти своих последователей, отступил в Астрабад, где укрепил свои оборонительные сооружения. Муртазакули хан, опасаясь, что его имущество в Мазендаране будет разорено вторгнувшимися, и вероятно, считая положение Ага Мухаммед хана безнадёжным, присоединился к Зендам. Явно вдохновлённый этим отступничеством Али Мурад шах послал дополнительные войска в Мазендаран для наступления на Астарабад. Зендские войска, находившиеся под командованием Мухаммед Захир шаха, соплеменника Али Мурад хана, осадили Астрабад, но пренебрегли своими линиями коммуникаций. Ага Мухаммед хан приготовил в Астрабаде большие припасы. Ежедневная перестрелка под стенами опустошила окружающую сельскую местность, так что Зендам потребовалось снабжение из Мазендарана, но Ага Мухаммед хан выслал рейдерские отряды для нападения на плохо охраняемую дорогу, по которой должны были доставить провизию Зендам. Когда положение осаждавших стало отчаянным, Ага Мухаммед хан совершил вылазку из-за крепостных стен и рассеял их. Мухаммед Захир хан бежал по направлению в Каракум, был схвачен йомудскими союзниками Каджаров и передан Ага Мухаммед хану для казни. Немногие Зендские солдаты нашли свой путь обратно в Мазендаран, и войска Ага Мухаммеда вскоре пустились в погоню по горячим следам. Возле Ашрафа он разбил рассеянный главный Зендский гарнизон в Мазендаране и поспешил в столицу Сари. К началу ноябрю 1784 года Мазендаран был очищен от захватчиков. Алимурад хан собрал новые войска и послал их на север под командованием своего двоюродного брата, Рустам хана Зенда, но они были разбиты Каджарской армией под командованием Джафаргулу хана. Вскоре после этого, во втором месяце раби 11 февраля 1785 года, Алимурад хан скончался. Как только Ага Мухаммед хан узнал об этом, он приказал своим войскам выступить на Тегеран.
В 1785 году Ага-Мухаммед захватил столицу Зендов Исфахан, причём, по словам современника, подверг город такому разгрому, что «никогда прежде, даже при нашествии афганцев, город не испытывал таких ужасов. Войска в варварстве и жестокостях доходили до крайности». В том же году он занял Кум и Тегеран, который сделал своей столицей. Весной 1791 года он взял и разрушил другую столицу Зендов — Шираз; при этом прах Керим-хана был выкопан из могилы и помещён под порогом тегеранского дворца Ага-Мухаммеда, чтобы правитель, ступая на это место, вспоминал поверженного противника. В 1794 году, после пятимесячной осады, штурмом был взят последний оплот Зендов — Керман; город на три месяца был отдан воинам, большинство горожан перебито, 20 000 мужчин ослеплено, 8000 женщин отдано на потеху воинам, оставшиеся обращены в рабство. Из 600 отрубленных голов пленных была сложена пирамида. Последний Зендский правитель Лотф-Али-шах был предан в Баме и был приведён в цепях к Ага Мухаммеду, приказавшему своим туркменским рабам сделать с ним то, «что делал народ Лута». После группового избиения Лотф-Али-шах был ослеплён и послан в Тегеран, где был замучен до смерти.

Весной 1796 года на торжественной церемонии в Муганской степи Ага Мухаммед был провозглашён шахом. Ага Мухаммед для легитимизации своей власти придерживался сефевидской традиции и считал себя их преемником. Поэтому меч шах Исмаила I был привезен из Ардебиля и новый правитель был подпоясан им. На его голову возложили корону, и на каждую из рук он одел нарукавную повязку, в которые были установлены знаменитые драгоценные камни, «Дарья-и Нур» и «Тадж-и Мах». Так описывает коронацию шаха его придворный летописец Мухаммед Фатулла Сарави:
«Ага Мухаммед прибыл в Агкенд в Халхале до рассвета в день Новруза (20 марта 1796 года), который совпал с 10-м числом месяца рамазана 1210-го года. Отсюда он направился в Тегеран, куда прибыл 26-го апреля. Каджарские вожди уже просили Ага Мухаммед Хана принять корону в Халхале, говоря, что:
«Все приготовления для царствования (салтанат) завершены, и все секреты царства (сарайири-мулькат) на месте. Если повелитель эпохи возложит на голову украшенную драгоценностями шахскую корону, то все (каджарские) племена, семейства и дети, и все племена и общины тюрков (атрак) возвысятся гордостью и достоинством».

Поначалу Ага Мухаммед Хан отказывался, говоря, что «я уже ношу на своей голове шахский сан (фарр-и падшахи), пожалованный мне Всевышним; для моей головы было бы непристойным носить другие короны». Однако вожди племён продолжали настаивать, и в конце концов он уступил их просьбам...».
Незадолго до смерти, в 1796 году, Ага-Мухаммед впервые сделал столицей Ирана Тегеран, бывшую резиденцию афшарских ханов. В целом Ага Мухаммед Каджар был кочевым шахом.

## Внутренняя политика
Гражданская администрация Ирана в правление Ага Мухаммед шаха выглядит рудиментарной. Шах был занят главным образом военными вопросами (как сообщается, Ага Мухаммед хан презирал бюрократов как «фираи-хур» (трусов)). Его двором практически всегда была его палатка, и было установлено, что его главный министр, Хаджи Ибрахим, также большую часть времени проводил в поле, так же как и секретари и ответственные за сбор налогов перед шахом. На протяжении многих лет Ага Мухаммед шах полагался только на двух главных чиновников в ведении государственных дел. Ими были Мирза Исмаил, бывший домашний слуга Каджаров, действовавший в качестве «мустоуфи» (главного чиновника по доходам), и Мирза Асадулла Нури, из округа Нур в Мазендаране, который служил в качестве «ляшкярневиса» (военного казначея). Мирза Исмаил пытался установить стабильное поступление доходов после многих лет неправильного взимания налогов, но, как говорит Абдулла Мустоуфи, описывая опыт службы своего предка Мирзы Исмаила у Ага Мухаммед хана, «Ага Мухаммед сам был казначеем, министром финансов и „сахиб-диваном“ своего собственного правительства». Вплоть до 1795 года, когда Хаджи Ибрахим стал «Итимадом ад-Довла» у него не было визиря в традиционном понимании.
Он рассеивал Зендов и пытался завоевать симпатии кашкайцев, чьи ряды расширялись с притоком Зендских беженцев. На севере, разобрался со своими наследственными врагами — туркменами — которые после многолетнего восстания против Зендов теперь поддерживали Зендского претендента против Каджаров.

## Внешняя политика
В 1795 г. Ага-Мохаммед выступил на Хорасан, где правил слепой и престарелый внук Надир-шаха, Шахрох. Перед ним стояла прежде всего задача военного подчинения местных правителей, а кроме того, он надеялся расширить территорию государства за счёт других народов. А для этого были нужны средства. Налоговых сборов и подношений феодалов, стремившихся откупиться подарками от жестокого предводителя Каджаров, военной добычи и конфискованных имений феодалов и некоторых вакфов не хватало на содержание 40—60-тысячного войска. Шаху необходимо было пополнять свою казну. Сокровища Надира, хранившиеся у его внука Шахроха, не давали покоя Ага Мохаммаду. После коронации он стал готовиться к походу на Хорасан.
Момент для нападения был выбран удачно, так как положение Афшаров в Хорасане было неустойчивым из-за оппозиции хорасанских ханов. Опыт шаха Солеймана II и Насролла-мирзы Афшара, попытавшихся опереться на духовенство, купечество и ремесленников, показал, что эти слои населения были не способны оказать результативное сопротивление кочевым племенам, являвшимся реальной силой не только в Хорасане, но и во всем Иране во второй половине XVIII века. Но ни Шахрох, ни его многочисленные сыновья не пользовались поддержкой ханов, которые были фактически независимыми в своих владениях.
По пути в Хорасан Ага-Мохаммед-шах «прошёл с мечом» по туркменским землям Астрабадской провинции, поскольку туркмены вновь вышли из повиновения. Он захватил в плен женщин и детей и продал их в рабство. Из Туркменской степи Ага-Мохаммад направился в Мешхед.
Узнав о походе Ага-Мохаммед-шаха в Хорасан, правивший в Мешхеде Надир-мирза, бросив слепого отца на произвол судьбы, бежал с братьями в Афганистан. Он знал, что живым Ага-Мохаммад его не выпустит: прямой потомок Надир-шаха был ему опасен. При приближении армии Каджара к Мешхеду в 1796 году Шахрох вышел за город встречать шаха, изъявляя ему свою покорность. Можно было полагать, что Хорасан перейдёт под власть Каджаров. Ага-Мохаммеду были нужны остатки сокровищ Надир-шаха, хранившиеся у его потомков. Они могли иметь важное значение для престижа нового шаха в Иране и в соседних государствах, а также значительно пополнить шахскую казну. Дорогой ценой пришлось заплатить Шахроху за сокровища Надира. Жестокие пытки — старику лили на голову расплавленный свинец — заставили его указать место, где хранилась казна Афшаров, выдать драгоценности мешхедской мечети Имам-Реза. Ага-Мохаммед приказал вывезти оставшихся в Мешхеде членов семейства Шахроха в Мазендеран. По дороге, в Дамгане, больной, измученный пытками Шахрох умер в возрасте 63 лет. Таким образом, ещё один политический противник Каджаров сошёл со сцены. Большинство из шестнадцати сыновей Шахроха бежало в Герат, к Махмуд-мирзе, который с почестями отправил афшарских принцев — Надир-мирзу, Аббас-мирзу, Кахраман-мирзу, Реза-Кули-мирзу и других в Кабул к правителю Афганистана Заман-шаху. Заман-шах отослал Надир-мирзу в Пешавар, а сам собрал 100-тысячное войско и объявил, что пойдёт на Иран, чтобы наказать Каджара за захват Хорасана и изгнание Шахроха и его семейства.
Два сына Шахроха — Имам-Кули-Мирза и Хайдар-мирза со своими немногочисленными приверженцами и слугами направились из Герата через Мерв в Бухару с письмом Надир-мирзы, в котором афшарский принц напоминал о родственных связях Афшаров с бухарскими правителями, о поддержке Надиром и Афшарами суннизма в Иране. Он просил оказать военную помощь и изгнать Каджара из Хорасана, обещая за это чеканить монеты от имени бухарского эмира и читать хутбу на его имя, а также изъявлять ему покорность — «считать нас в числе ваших слуг».
Бухарский хан никакой помощи потомкам Надира не оказал и даже постарался побыстрее от них избавиться, и вскоре они были убиты внуком Ильбарс-хана, некогда приговорённого Надир-шахом к смерти. Однако у Ага-Мохаммад-шаха Каджара были и другие причины начать войну с бухарским Шахмурадом. Нападение бухарского эмира на Мерв (1794), выселение его жителей в Бухарский эмират, насильственное обращение шиитов в суннизм и назначение в Мерв правителей из Бухары было расценено Ага Мохаммад-шахом как «посягательство на законные иранские земли», которыми со времён Сефевидов управляли каджарские ханы.
В письме Шахмураду он обвинил последнего в убийстве Байрам-Али-хана Каджара, правителя Мерва. Кроме того, в 1795 году бухарцы совершили набег не только на Мервский оазис, но на хорасанские города, причём два из них были разрушены, а жителей двух других они заставили принять суннизм.
Из Мешхеда Ага-Мухаммед-шах решил двинуться на Бухару. Поход через безводные пустыни с большой армией был невозможен. Ага-Мохаммад обратился к Заман-шаху Дуррани с предложением начать совместные действия против узбеков и разрешить иранским войскам войти в Балх, чтобы нанести удар по бухарскому эмиру со стороны этого города. Он направил к Заман-шаху посла Мохаммад-Хосейн-хана Карагезлу, которому афганцы продемонстрировали свои войска, якобы готовые двинуться на Иран. Тем не менее посол Каду-хан Баракзай привёз известие о согласии Заман-шаха помочь Каджару в борьбе с бухарским эмиром.
Джафар хан Зенд всё ещё правил в Ширазе, и как только он узнал, что Ага Мухаммед хан вернулся на север, он двинулся на Исфахан. Попытка оборонять город каджарским беглербеги закончилась неудачно, и после его захвата был назначен Зендский губернатор. Были высланы вперёд отряды для захвата Кашана и Кума, и сам Джафар хан выступил на Хамадан. Однако здесь он был атакован и разбит коалицией из местных племенных вождей, включавшей Хосров хана вали Ардаланского и Мухаммедхасан хана Карагёзлю. Однако к этому времени Ага Мухаммед хан узнал об утере Исфахана и был продвигался на юг. Джафар хан во второй раз оставил Исфахан и вернулся в Шираз. Ага Мухаммед хан без труда повторно занял Исфахан, назначил беглербеги своего брата Джафаргулу, оставил с ним сильный гарнизон и затем выступил в направлении Гюльпайгана для получения формального подчинения вали Ардалана, Хосров хана. Последний после разгрома Джафар хана Зенда его племенной коалицией дошёл до Малаира, и оттуда до Гюльпайгана. Здесь они остановились, и Хосров хан послал Ага Мухаммед хану всю добычу и пленников, взятых в недавней битве, вместе с письмом о подчинении. Ага Мухаммед хан признал присягу вали и послал ему подарки и пожаловал округа Сонкор и Куллиаи.
Вернувшись в Тегеран весной 1795 года, он собрал войско примерно в 60 тыс. кавалерии и пехоты и в мае направился в Азербайджан, намереваясь покорить страну между реками Аракс и Кура, раньше находившуюся под контролем Сефевидов. Этот регион состоял из ряда независимых ханств, из которых самыми значимыми были Карабахское ханство со столицей в Шуше; Гянджинское, с одноимённой столицей; Ширванское, вдоль Куры, со столицей в Шамахы; и на северо-западе, по обоим берегам Куры, христианская Грузия со столицей в Тифлисе. По приближении к Араксу Ага Мухаммед разделил своё войско на три части. Левое крыло было послано в направлении Эривана, правое двигалось параллельно каспийскому берегу в Муганскую степь и по нижнему течению Аракса в Ширван и Дагестан. Центр под командованием самого Ага Мухаммед хана двинулся на крепость Шуша. Правитель Карабаха Ибрагим хан давно ожидал подобного нападения. Он не только укрепил свою столицу, но и собрал большое войско для того, чтобы остановить Каджара. Он попытался блокировать наступление Ага Мухаммед хана своей армией, но был разбит и вынужден отступить за стены Шуши, преследуемый авангардом Каджара. Затем Ага Мухаммед хан выдвинулся с главной частью своей армии и началась осада Шуши. Она длилась с 8 июля по 9 августа 1795 года, и хотя союзники Ибрагим хана из Баку и других мест отступились и заключили мир с Ага Мухаммед ханом, его собственные войска решительно сопротивлялись. Обе стороны желали урегулирования, и Ибрахим хан в итоге решил подчиниться Ага Мухаммеду, регулярно выплачивать дань и дать заложников, хотя Каджарам по-прежнему было отказано во въезде в Шушу. Как показали последующие события, Ибаргим хан сохранил свою враждебность по отношению к Каджарам, но, поскольку главной целью кампании было завоевание Грузии, Ага Мухаммед хан был готов к переговорам, для того чтобы открыть дорогу на Тифлис.
Ага Мухаммед выступил на Грузию, выставив предлогом для войны её союз с Россией, разбил армию царя Ираклия II в Крцанисской битве, затем без боя вступил в грузинскую столицу и подверг её полному разгрому: большинство населения было перебито, около 22 тыс. человек, главным образом женщин и детей, угнано в рабство, лучшие здания города разрушены. Таким образом Ага Мухаммед хан жестоко наказал Ираклия II не только за неповиновение, и даже попытку подчинения им Азербайджанских ханств, — «вина» Ираклия усугублялась тем, что происходило это в опоре Россию, причём в форме полной переориентации на неё (заключение Георгиевского трактата).
В 1797 году Ага-Мухаммед-шах получил известие о начавшемся походе русских войск на Кавказ и об официальном объявлении Россией войны Ирану. Русский отряд во главе с Валерианом Зубовым занял Дербент, Баку, Шемаху, Гянджу, Талыш, дошёл до Мугани. Поход имел большое значение для укрепления русского влияния в Закавказье. Но в 1796 году неожиданно скончалась русская императрица Екатерина II. Видимо, новый император повелел прекратить поход; при этом прямые приказы войскам о возвращении обратно в Россию отдавались Павлом «через голову» непосредственного командующего В. А. Зубова, получившем такое распоряжение самым последним. Отступление российских войск Ага-Мохаммад-шах, однако, расценил как боязнь России столкнуться с могущественным Каджаром. Именно об этом он писал в своём фирмане дагестанским ханам:

«Не безынтересно вам, какой успех имею я в Хорасане, и вы довольно усмотреть можете, что и российское войско, убоясь могущего им последовать от меня одоления, принуждено было возвратиться вспять в немалой робости и расстройстве».

Шах немедленно вернулся из Мешхеда в Тегеран, оставив в Хорасане Вали-хана Каджара, и так как была зима, он распустил войска на отдых, приказав весной собрать большую армию. Разгромив туркмен, он повернулся к Грузии, где местные ханы воспользовались гражданской войной для утверждения своей независимости. Эта кампания также была успешной. Шах заменил Мухаммед Хусейн Хана Эриванского на своего собственного брата Алигулу Хана и ослепил Келбали Хана Нахичеванского. Шах даже намеревался депортировать всё армянское население вглубь страны и планировал ещё одно вторжение в Грузию, когда он был убит в Шуше в 1797 году двумя слугами, казнь которых он отложил из-за священного дня.

## Личность
Ага Мухаммед хан был человеком, правившим из седла, и его предводительство можно назвать скорее цепким, чем харизматичным. Как военный командир он был талантлив, и после его смерти Джон Малькольм дал такую оценку его войскам:

«Его армия была приучена к усталости и хорошо оплачиваема; он установил блестящий порядок во всех её частях, и его известная суровость служила причиной предельного рвения и быстроты в исполнении приказов, и проживи он ещё несколько лет, было бы трудно строить предположения об успехах его оружия».

Другой британец — Джеймс Бейли Фрезер — писал:

«Ага Магомет также обладает талантом формировать хорошие и храбрые войска. Его активный и амбициозный характер держал его армию постоянно занятой; и они приобрели ветеранскую дерзость и мастерство, что превратило их в превосходящие любые другие азиатские войска».

Имперский образ мышления проступает в титулатуре шахов. Титулы Ага Мухаммед хана (и Фетх Али шаха) помимо прочего включали такие величественные обращения, как «джахан панах», «джамшид джах», «алам ара», «хаган-и сахибкиран», «гити ситан», «шах джахан» и «джам джах». Но грандиозность не заканчивается этим. Рустам аль-Хукама называет историческими кумирами Ага Мухаммед хана подчинивших огромные территории в свои правления Чингисхана и Тимура Гуркани.
Ага Мухаммед шах, как представляется, лелеял веру в свою роль в качестве традиционного «шахиншаха», источника справедливости и защитника бедных. Широкие пространства страны были усмирены силой, правительственные чиновники были принуждены проявлять умеренность в своих требованиях, дороги были сделаны безопасными для купцов, и от трона распространялось правосудие, хотя и тяжёлой рукой. Малькольм, описывая мнение в Иране вскоре после смерти Ага Мухаммед шаха, утверждает:

«Ага Мухаммед был жестким в осуществлении правосудия. Он наказывал за коррупцию в судах, когда бы она ни была обнаружена. Те из совершенных преступлений, которые согласно Корану заслуживали смерти, редко прощались. В течение последних лет его правления торговля оживилась в каждом квартале. Это было не столько последствием его правосудия, сколько общей безопасности, вдохновленной его правлением; и благодаря очищению, посредством суровости его наказаний, от тех банд грабителей, которыми прежде кишела страна. Фермерам и земледельцам он давал не более защиты, чем они извлекали от ужаса его имени, но она была значительной: от окружного сборщика налогов до губернатора провинции все страшились жалобы монарху, со стороны которого малейшие отступления тех, кто осуществлял правление, часто карались наиболее суровыми наказаниями».
По мнению иранского автора Сайруса Гани:

«Он был выдающимся лидером и последним из великих завоевателей из Средней Азии, базировавшим свою мощь на людских ресурсах племен по лекалам Чингизхана, Тимура и Надир шаха. Во многих отношениях он является первоначальным архитектором того Ирана, который мы знаем сегодня. Простой факт, что династия, основанная им, и страна сумели дожить до XX века свободными от официального статуса колонии, говорит кое-что о его способностях».

Уильям Франклин, офицер армии Восточно-индийской Компании, живший в Ширазе писал об Ага Мухаммеде следующее:

«Примечательно, что с момента вступления в борьбу за власть он выиграл все сражения, в которых участвовал. Он…обладает большой личной храбростью»

Британский дипломат и историк Роберт Уатсон писал о шахе:
«Возможно, величайшим примером самопожертвования, которое могло бы требоваться от такого человека, как Ага Мухаммед, было воздержание от мести за кровь своего отца, который был убит лидером соперничающего клана Каджаров; но он обладал мудростью, чтобы увидеть, что дом, разделённый против самого себя, не может устоять, и для того чтобы обеспечить искреннюю поддержку всего объединённого племени, он широко простил соперничавшее семейство и в течение своего правления продолжал использовать многих его членов на некоторых из самых высоких постов своего царства. Это предусмотрительное поведение принесло отличные результаты; примеру, установленному Ага Мухаммедом в этом отношении, последовали его преемники, и на сегодняшний день (1864) армия Персии находится под командованием лидера верхнего клана Каджарского племени. Ага Мухаммед нашел Персию в состоянии анархии, и он видел, что только сильной рукой можно навести порядок в этой стране. Первый Каджарский монарх был непомерно алчным, но деньги были для него в конце концов лишь инструментом. Рвение, которое он демонстрировал для того, чтобы стать обладателем всех драгоценных камней, которые раннее принадлежали короне, легко понять, поскольку обладание ими его наследником вероятнее всего привело бы к консолидации его власти. Активность и упорство, продемонстрированные этим выдающимся человеком в течение его долгой карьеры, достойны заслуженной похвалы, и доказательство его дальновидности и мудрости можно обнаружить в факте, что царство, которое он передал своему наследнику, с тех пор сохранило свою целостность под правлением Каджарских принцев; за исключением отдаленных провинций, завоёванных Россией, и маленького острова в Каспийском море, перешедшего во владение той же державы».
Роберт Хамбли пишет о Каджаре:

«Его личность была широко известна и её боялись. Алчность и мстительность были двумя его главными страстями, хотя он был способен подчинять обе первостепенной жажде власти. За годы невзгод он проявил себя мастером притворства и проницательным, безжалостным государственным деятелем. Его таланты полководца были очень значительны и заслуженно почитались».

Иранский автор Аббас Аманат так описывает Ага Мухаммеда Каджара:
«Долгие и иногда разрушительные кампании Ага Мухаммеда были частью мотивированы желанием завоевания и грабежа и чувства мести к своим соперникам. Тем не менее, он был также строителем империи с твердым и четким видением. Несмотря на свою пользующуюся дурной славой жадность и жестокость, которая была причиной уничтожения многих из его врагов и некоторых из его сторонников, ему нужно воздать должное за возвращение в конечном итоге безопасности и мира в страну, сильно униженную гражданской войной, голодом и депопуляцией».

## В культуре
Образ Ага Мухаммед-шаха Каджара передан в таких произведениях, как драма Абдуррагима Ахвердова «Ага Мухаммед-шах Каджар» (1907), драма Самед Вургуна «Вагиф» (1937), роман Юсифа Везира Чеменземенли «Меж двух огней» (1937). Образ Правителя в романе Юсифа Самедоглы «День Казни» (1987) также основан на личности Ага Мухаммед-шаха Каджара.
Утрированный эпизодический образ Ага-Мухаммеда выведен Юрием Тыняновым в романе "Смерть Вазир-Мухтара".